# Home (álbum de August Burns Red)
Home es un álbum en vivo por la banda August Burns Red, lanzado a través de Solid State Records.

## Lista de canciones
| N.º | Título                             | Duración |  |
| 1.  | «Intro»                            | 0:58     |  |
| 2.  | «Back Burner»                      | 3:41     |  |
| 3.  | «White Washed»                     | 4:18     |  |
| 4.  | «Your Little Suburbia is in Ruins» | 3:59     |  |
| 5.  | «The Eleventh Hour»                | 4:50     |  |
| 6.  | «Meddler»                          | 3:57     |  |
| 7.  | «Truth of a Liar»                  | 4:56     |  |
| 8.  | «Marianas Trench»                  | 5:27     |  |
| 9.  | «Thirty and Seven»                 | 3:18     |  |
| 10. | «Existence»                        | 4:50     |  |
| 11. | «Meridian»                         | 5:56     |  |
| 12. | «A Shot Below the Belt»            | 5:23     |  |
| 13. | «Up Against the Ropes»             | 4:58     |  |
| 14. | «Composure»                        | 5:44     |  |
| 15. | «The Seventh Trumpet»              | 7:08     |  |

## Personal
August Burns Red
- Jake Luhrs
- JB Brubaker
- Brent Rambler
- Dustin Davidson
- Matt Greiner